# ایستگاه تاتنهام هیل
ایستگاه تاتنهام هیل (انگلیسی: Tottenham Hale station) یکی از ایستگاه‌های خط ویکتوریا متروی لندن و راه‌آهن انگلستان است.
این ایستگاه که در منطقه هرینگی لندن قرار دارد در سال ۱۸۴۰ میلادی تأسیس شده است.